# 1957–1958-as magyar jégkorongbajnokság
A 21. első osztályú jégkorongbajnokságban hat csapat indult el. Ismét szerepelt a két szezont kihagyó Győri Vasas ETO, de öt mérkőzés után visszalépett. A mérkőzéseket 1957. december 19. és 1958. február 27. között rendezték meg a Millenárison.
A bajnokságot az Újpesti Dózsa csapata nyerte meg, amely egy döntetlen mellett minden mérkőzésén győzött. A második helyen a jól hajrázó Meteor végzett a BVSC és Ferencváros előtt.

## OB I. 1957–1958
|    | Csapat        | M | GY | D | V | GK    | Pont |
| -- | ------------- | - | -- | - | - | ----- | ---- |
| 1. | Újpesti Dózsa | 8 | 7  | 1 | 0 | 47–17 | 15   |
| 2. | Vörös Meteor  | 8 | 2  | 4 | 2 | 17–16 | 8    |
| 3. | BVSC          | 8 | 3  | 2 | 3 | 17–25 | 8    |
| 4. | Ferencváros   | 8 | 2  | 3 | 3 | 23–22 | 7    |
| 5. | Bp. Építők    | 8 | 1  | 0 | 7 | 15–39 | 2    |

A Győri Vasas ETO visszalépett

## Az Újpesti Dózsa bajnokcsapata
Ádám András, Bán József, Bessenyei György, Boróczi Gábor, Dudar Imre, Gazdik Alajos, Hircsák István, Lőrincz Ferenc, Molnár Tibor, Palotás János, Rancz Sándor, Sáfár György, Szamosi Ferenc, Zima János
Edző:  Szamosi Ferenc